# Strahlenparadiesvogel
Der Strahlenparadiesvogel (Parotia sefilata), auch nur Arfak-Strahlenparadiesvogel genannt, ist eine Vogelart aus der Familie der Paradiesvögel (Paradisaeidae). Er kommt ausschließlich im Westen von Neuguinea vor. Wie für Strahlenparadiesvögel charakteristisch, weist das Männchen an jeder Kopfseite drei verlängerte Schmuckfedern auf. Verglichen mit anderen Strahlenparadiesvögeln ist das Schwanzgefieder vergleichsweise lang, erreicht allerdings nicht die Länge, wie sie beim Wahnesparadiesvogel zu finden ist.
Die Bestandssituation des Strahlenparadiesvogels wird von der IUCN als ungefährdet (least concern) eingestuft. Es werden keine Unterarten unterschieden.

## Beschreibung

### Körperbau und -maße
Die Männchen des Strahlenparadiesvogels erreichen eine Körperlänge von 33 Zentimeter, wovon auf das Schwanzgefieder 12,5 bis 13,7 Zentimeter entfallen. Die Weibchen bleiben mit einer Körperlänge von 30 Zentimeter geringfügig kleiner. Bei ihnen entfallen 12,2 bis 13,4 Zentimeter auf das Schwanzgefieder. Bei beiden Geschlechtern ist das mittlere Steuerfederpaar um 2 Millimeter länger als das übrige Schwanzgefieder.
Der Schnabel misst bei den Männchen zwischen 3 und 4 Zentimeter, bei den Weibchen zwischen 3 und 3,7 Zentimeter. Die Männchen wiegen zwischen 175 und 205 Gramm, die Weibchen zwischen 140 und 185 Gramm. Es besteht ein ausgeprägter Geschlechtsdimorphismus.

### Männchen

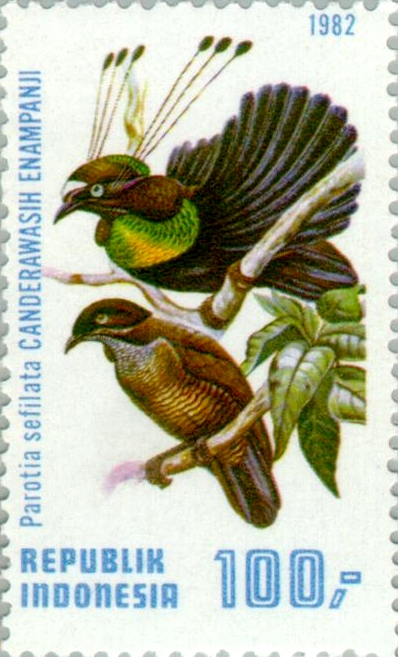
Indonesische Briefmarke aus dem Jahre 1982, die ein Männchen und ein Weibchen des Strahlenparadiesvogels zeigt

Die Männchen haben ein samtschwarzes Gefieder. Am Vorderkopf befindet sich ein Dreieck leicht verlängerter und spitz auslaufenden silberfarbenen Federn, die vom Vogel aufgestellt werden können. Unmittelbar dahinter befindet sich ein Federkamm bestehend aus Federn, deren Vorderseite intensiv blau und deren Rückseite intensiv purpur- bis magentafarben schimmert. Diese Federn können ebenfalls aufgerichtet werden. Der Scheitel zwischen diesen Schmuckfedern und die Federn vor dem silberfarbenen Dreieck sowie an den Gesichtsseiten glänzen dunkel bronzefarben.
Hinter jedem Auge befindet sich auf Höhe der Ohrdecken Federohren aus verlängerten, spitz zulaufenden Federn. Drei der Federn sind drahtartig stark verlängert und enden in kleinen, fast runden Ovalen. Der Mantel und der Rücken glänzen seidenartig und können bei bestimmten Lichtverhältnissen einen bronzefarbenen Schimmer haben.
Das Kinn und die Kehle sind samtschwarz und schimmern bei bestimmten Lichtverhältnissen bronzefarben. Die Federn auf der Brust glänzen intensiv smaragdgrün bis grünlich gelb und können bei bestimmten Lichtverhältnissen auch Violett oder Magenta glänzen. Die übrige Körperunterseite ist glänzend schwarz. Der Schnabel ist glänzend schwarz, die Iris ist kobaltblau mit einem schmalen gelblichen Ring.
Bislang sind noch nicht geschlechtsreife Männchen noch nicht beschrieben worden. Vermutlich ähneln sie wie bei anderen Strahlenparadiesvögeln in ihrem ersten Lebensjahr zunächst den adulten Weibchen und wechseln dann allmählich in das Gefieder der adulten Männchen.

### Weibchen
Die Weibchen haben einen schwarzbraunen Kopf mit einem kurzen schmutzig-weißlichen Bartstreif. Über dem Auge verläuft ein sehr schmaler, kaum ausmachbarer Überaugenstreif. Der Mantel, der Rücken, der Bürzel und die Oberschwanzdecken sind rötlich braun. Das Schwanzgefieder ist erdbraun. Das Kinn ist rötlich, die Kehle ist blaugrau mit rötlichen Flecken. Die übrige Körperunterseite ist hell rotbraun und gleichmäßig schwarzbraun quergestreift. Der Schnabel ist schwarzbraun. Die Iris, die Beine und die Füße sind wie bei den adulten Männchen gefärbt.

## Verbreitungsgebiet und Lebensraum
Der Strahlenparadiesvogel kommt ausschließlich auf dem Vogelkop und der Wandammenhalbinsel im Westen von Neuguinea vor. Er besiedelt hier unter anderem das namensgebende Arfakgebirge, in dem alleine über 320 Vogelarten vorkommen. Die Höhenverbreitung des Strahlenparadiesvogels reicht von 1100 bis 1900 Höhenmetern, wo er in Bergwäldern vorkommt. Er zeigt eine Präferenz für Waldgebiete mit zahlreichen jungen, hohen Baumschösslingen und einem noch lichtem Kronenbereich.

## Lebensweise
Strahlenparadiesvögeln fressen Früchte und Samen, darunter die Samen von Muskatnussgewächsen sowie Feigen. Sie wurden dabei beobachtet, wie sie größere Früchte mit einem Fuß festhalten und aus der Frucht Stücke herausreißen. Auf den Balzplätzen der Männchen finden sich Goldbrusttauben und Fasanentauben ein, um die heruntergefallenen Stücke zu fressen. Da sie gelegentlich dabei zu sehen sind, wie sie Rinde und Epiphyten untersuchen, fressen Strahlenparadiesvögel mit Sicherheit zusätzlich auch Gliederfüßer.
Strahlenparadiesvögel schließen sich gelegentlich Vogeltrupps aus verschiedenen Arten an. Sie wurden gemeinsam mit dem Wallacebrillenvogel (Zosterops atrifons), mit Arten der Gattung Sericornis, mit dem Mohrenfächerschwanz (Rhipidura astra), dem Braunohr-Dickkopf, dem Goldstirn-Dickkopf. dem Rundschwanzdrongo (Chaetorhynchus papuensis) und dem Fleckenbauch-Honigfresser (Melipotes gymnops) beobachtet.

## Fortpflanzung

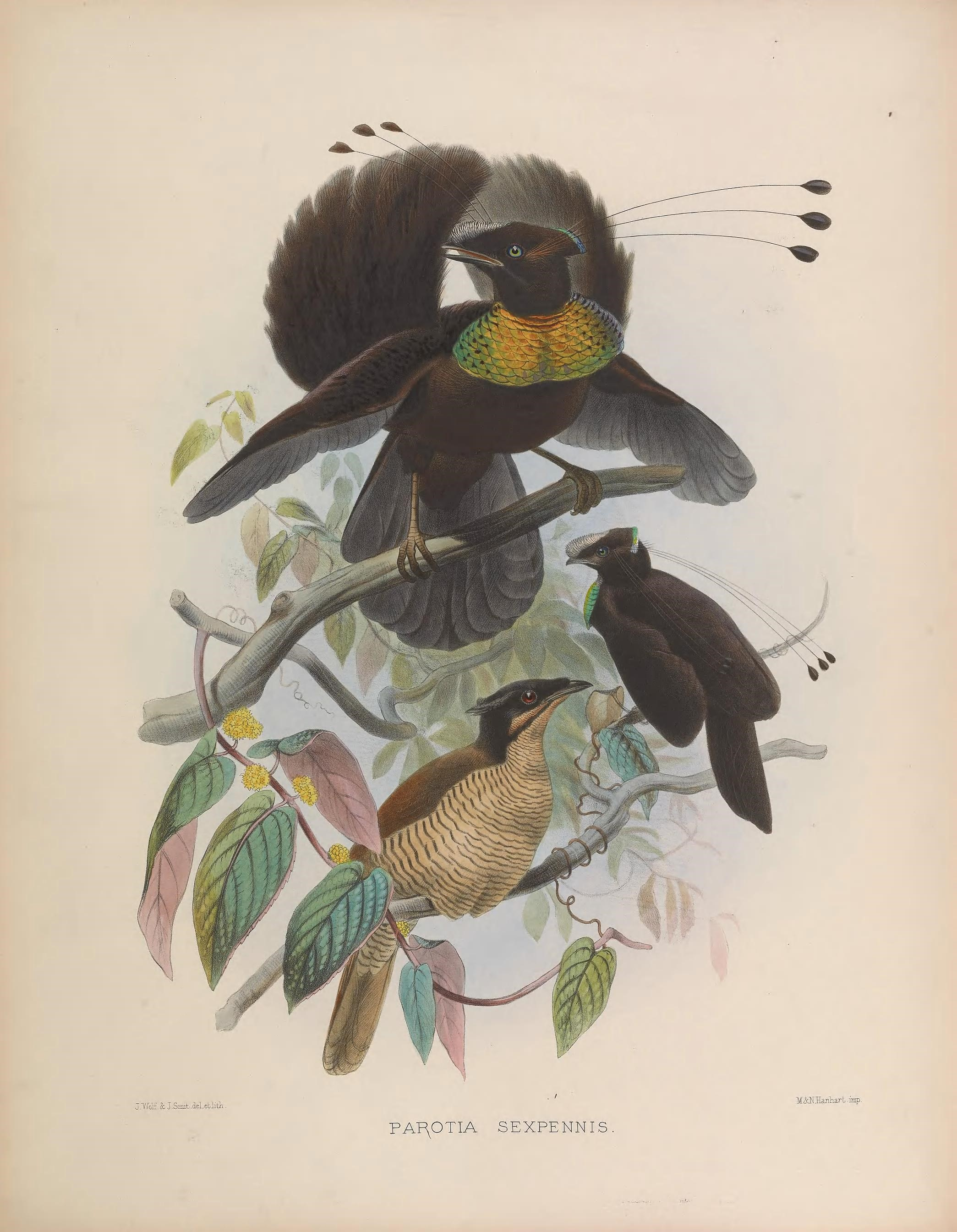
Strahlenparadiesvogel

Wie die überwiegende Zahl der Paradiesvögel ist auch der Strahlenparadiesvogel polygyn, das heißt, das Männchen paart sich nach Möglichkeit mit mehreren Weibchen. Das jeweilige Weibchen zieht alleine den Nachwuchs groß.

### Balzplatz
Die Balz des Strahlenparadiesvogels findet auf dem Boden statt, auch wenn er ansonsten eine im Baumkronenbereich lebende Vogelart ist. Die Balzplätze liegen tief im Waldesinneren und werden gewöhnlich von hohen Bäumen überschattet. Sie haben lediglich einen Durchmesser von einem bis anderthalb Meter. Ähnlich wie bei dem Blaunacken-Paradiesvogel, der weiter im Osten von Neuguinea vorkommt, werden die Balzplätze von den Männchen von auf dem Boden liegenden Blättern und ähnlichem organischen Materialien gereinigt. Wichtig bei der Auswahl des geeigneten Balzplatzes sind ein oder zwei niedrige horizontal über dem gereinigten Balzplatz befindliche Äste. Der Besitzer des Balzplatzes duldet die Anwesenheit von anderen Männchen, sofern sie auf einem dieser horizontalen Äste sitzen bleiben. Fremde Männchen, die auf den Boden des Balzplatzes kommen, werden dagegen vertrieben.

### Balz
Mit dem Anbruch der Dämmerung beginnt das Männchen unter lautem Rufen durch die Baumkronen in der Nähe seines Balzplatzes zu fliegen. Trifft er auf Weibchen, versucht er, diese in Richtung seines Balzplatzes zu treiben. Die wenigen Wissenschaftler, die frei lebende Strahlenparadiesvögel beobachten konnten, sind zu der Überzeugung gekommen, dass der Balzplatzinhaber erst mit seiner Balz beginnt, wenn mehrere Weibchen anwesend sind. Trotzdem ließ sich ein regelmäßiger Rhythmus feststellen: Die Männchen balzten vorwiegend zwischen 6 Uhr 30 und 8 Uhr sowie zwischen 13 und 15 Uhr.
Zu Beginn der Balz beginnt das Männchen auf einem der Äste, der etwa 60 Zentimeter oberhalb des Balzplatzes seitwärts hin und her zu hüpfen. Dabei öffnet und schließt er wiederholt und sehr schnell seine Flügel (sogenannte „Wing Flicks“) und sträubt das Schwanzgefieder. Gelegentlich hält er kurz inne, um seinen Schnabel am Ast zu reinigen. Dann hüpft er auf den eigentlichen Balzplatz hinab, setzt die Wing Flicks fort und beginnt am Boden zu picken. Bei diesen Bewegungen wird das silbrige Dreieck am Vorderkopf besonders deutlich zur Schau gestellt. Diesem ritualisierten Reinigen des Balzplatzes, das sich als Balzelement auch beim Blaunacken-Paradiesvogel findet, geht dann in ein mit steifer Körperhaltung ausgeführtes Hüpfen über, bei dem er mehrfach seinen Balzplatz durchquert. Dem folgt ein Balztanz, bei dem sowohl das irisierende Gefieder als auch die gleichfalls irisierenden verlängerten Kopffedern zur Geltung gebracht werden. Diese Phase folgt keiner strikten Reihenfolge. Männchen brechen sie jederzeit ab, um zu versuchen, sich mit einem der anwesenden Weibchen zu paaren.

### Paarung
Die Paarung findet im Geäst und nicht auf dem Boden statt. Das auf einem Ast sitzende Weibchen leitet die Paarung ein, indem sie eine hockende Haltung einnimmt, leicht mit ihren Flügeln flattert und den Schnabel weit aufsperrt. Die Paarung dauert nur zwei bis drei Sekunden. Dabei hält das Männchen die Nackenfeder des Weibchens im Schnabel. Nach der Paarung fliegt das Männchen unter lautem Rufen in eine der umgebenden Baumkronen. Die übrigen Individuen, die sich am Balzplatz befinden, fliegen gewöhnlich dann auch auf.

### Nest, Gelege und Aufzucht der Jungen
Während die Balz des Arrak-Paradiesvogels vergleichsweise gut dokumentiert worden ist, ist ähnlich wie beim Berlepschparadiesvogel bislang weder ein Nest noch ein Gelege wissenschaftlich beschrieben worden. Andere Arten der Strahlenparadiesvögel haben schalenförmige Nester. Das Gelege besteht bei ihnen aus einem Ei.

## Hybride mit anderen Paradiesvögeln

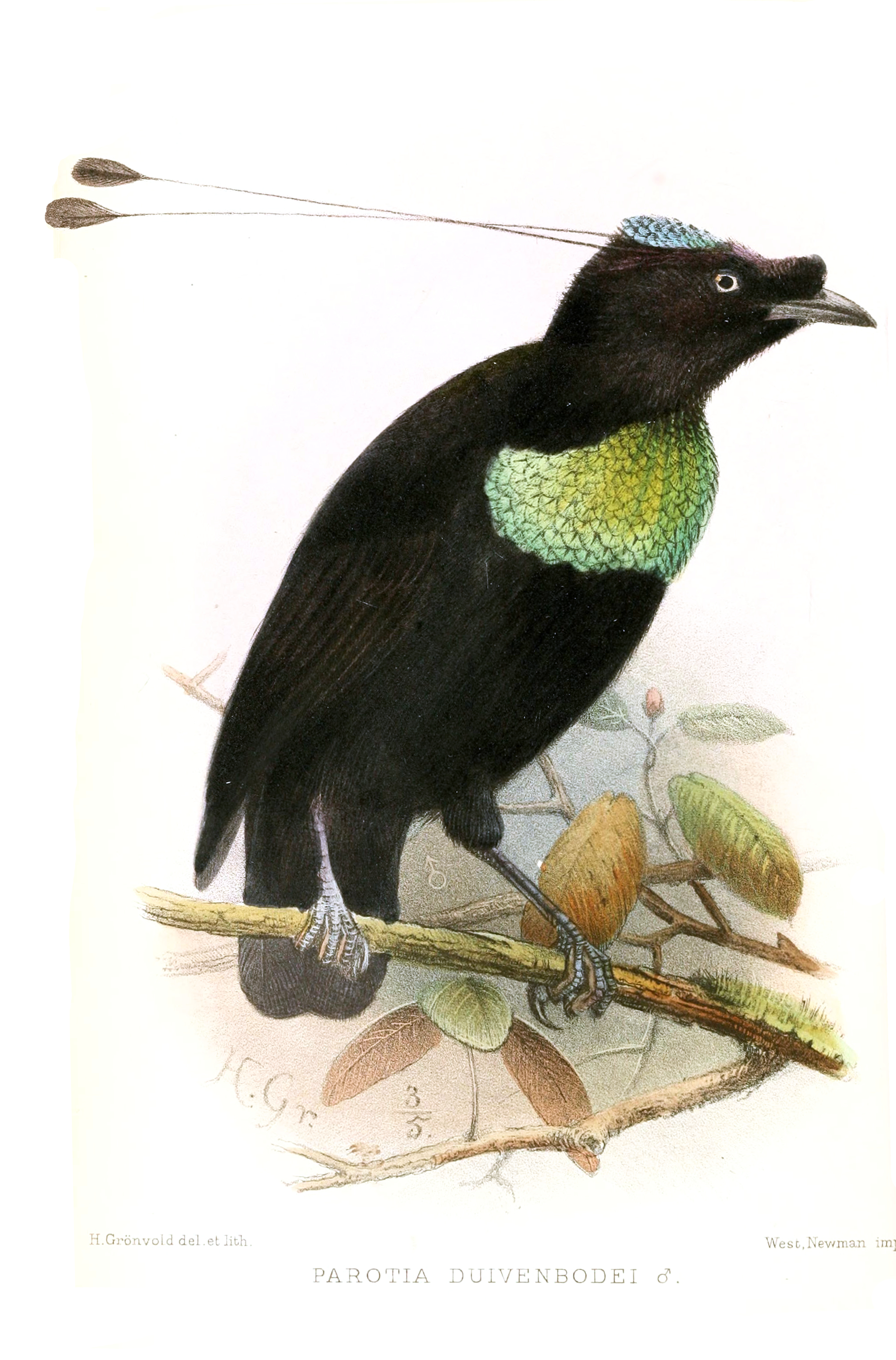
Männchen, das aus einer Kreuzung zwischen Strahlenparadiesvogel und Pracht-Kragenparadiesvogel hervorging

Die Neigung von Paradiesvögeln, sich mit anderen Arten ihrer Familie zu kreuzen, ist bereits zu Beginn des 20. Jahrhunderts von Anton Reichenow und damit fast früher als für jede andere Vogelfamilie beschrieben worden. Die Entdeckung dieser Hybriden führt gelegentlich dazu, dass diese zunächst als eigenständige Art beschrieben wurden. Der auf einem einzigen Typusexemplar beschriebene Loborhampus ptilorlus ist mit Sicherheit eine Kreuzung zwischen dem Langschwanz-Paradigalla und dem Strahlenparadiesvogel. Ebenso ist der Parotia duivenbodei eine Kreuzung zwischen dem Strahlenparadiesvogel und dem Pracht-Kragenparadiesvogel.

## Trivia
- Der Hüttengärtner, eine laubenbauende Art aus der Familie der Laubenvögel, ahmt sehr häufig die Rufe des Strahlenparadiesvogels nach.[11]
- Paradiesvögeln wurden bereits in britischen, schwedischen und US-amerikanischen Zoos gehalten.[8]
- Der italienische Forschungsreisende Luigi Maria d’Albertis berichtete 1880 davon, dass er das Fleisch von vier Strahlenparadiesvögeln gegessen habe. Dies gilt als bemerkenswert, weil das Fleisch der Paradiesvögel allgemein als so unangenehm bitter beschrieben wird, dass sie als ungenießbar gelten.[8]
- Große Teile der Balz des Strahlenparadiesvogels wurden in den 1950er Jahren von dem schwedischen Zoologen Sten Bergman beschrieben. Bergman lebte zwei Jahre in Neuguinea und hielt während dieser Zeit sechs Männchen des Strahlenparadiesvogels, bei denen er das Balzverhalten näher beobachten konnte. Seine Beobachtungen wurden in den 1990er Jahren durch Filmaufnahmen bestätigt.[8]

## Einzelbelege
1. ↑   Frith & Beehler: The Birds of Paradise - Paradisaeidae. S. 277.
2. ↑   Handbook of the Birds of the World zum Strahlenparadiesvogel, aufgerufen am 23. Juli 2017
3. 1 2 3 4   Frith & Beehler: The Birds of Paradise - Paradisaeidae. S. 279.
4. 1 2 3   Frith & Beehler: The Birds of Paradise - Paradisaeidae. S. 278.
5. ↑  Papua Expeditions: Arfak Mountains, abgerufen am 2. September 2017.
6. 1 2   Frith & Beehler: The Birds of Paradise - Paradisaeidae. S. 280.
7. 1 2   Frith & Beehler: The Birds of Paradise - Paradisaeidae. S. 281.
8. 1 2 3 4   Frith & Beehler: The Birds of Paradise - Paradisaeidae. S. 282.
9. ↑   McCarthy: Handbook of Avian Hybrids of the World. S. 228.
10. ↑   McCarthy: Handbook of Avian Hybrids of the World. S. 230.
11. ↑   Clifford B. Frith, Dawn. W. Frith: The Bowerbirds – Ptilonorhynchidae. Oxford University Press, Oxford 2004, ISBN 0-19-854844-3. S. 293.